# Abandon All Ships
Abandon All Ships是一支加拿大搖滾樂團，成立於2006年，國內交由環球音樂的Underground Operations代理，美國的方面則是由Rise唱片旗下的Velocity唱片代理。2009年自行發行一張同名EP，2010年透過環球音樂與Rise唱片發行首張專輯《Geeving》，2012年發行《Infamous》。

## 樂團歷史

### 成軍 (2006–2009)
Abandon All Ships在2006成立於加拿大安大略省的多倫多，以翻唱樂團Norma Jean的歌曲起家。當時多半的成員，如主唱Angelo Aita、鍵盤手Sebastian Cassisi-Nunez與原先的吉他手David Stephens都就讀但丁天主教中學（Dante Alighieri Catholic Secondary）。三人起初只做些小表演，藉此他們聲勢逐漸上漲。到了2008年，他們在線上發表四首demo歌曲《Megawacko》、《When Dreams Become Nightmares》《Brendon's Song》《Pedestrians Is Another Word for Speedbump》，這些歌曲受強烈的數學蕊（Mathcore ），與現在的後硬蕊風格截然不同。在多倫多樂界崛起後，樂團终於開始巡迴表演，並為許多同類型的大團如同鄉的樂團Silverstein。
Abandon All Ships被廣泛的認為是基督教樂團，但帶有髒話與暗示性歌詞仍是個爭議 ，即使如此Abandon All Ships還是因大多的成員為基督徒而被貼上基督教的標籤。透過Myspace，他們迅速在網路上竄紅，在更多音樂(MuchMusic Video）的電視節目《Disband》亮相後，使樂團在早期生涯中，引起更多的注意。

### 專輯《Geeving》 (2009–2010)
2010年初，樂團與Underground Operations、Rise唱片、Velocity唱片簽約。在2010六月29日發行第一張單曲《Take One Last Breath》，原曲《Pedestrians Is Another Word for Speedbumps》，MV也在該天發佈 。2010年他們在Ottawa, Ontario參與音樂祭《Bluesfest》，表演新曲如《Geeving》、《Guardian Angel》、《Maria (I Like It Loud)》與首張單曲《Take One Last Breath》都收錄在當時要發表的專輯《Geeving》。
2010年八月24，單曲《Megawacko 2.0》在 iTunes上開始販售，同時MV也在MuchMusic上發表。九月，歌曲《Bro My God》提供線上試聽。隨著Abandon All Ships與日劇增的人氣，使他們在十月底到十二月初受邀參加Miss May I的主場巡迴《Monument》，與樂團 Sleeping with Sirens、The Crimson Armada和Bury Tomorrow同臺演出。

### Paiano的離去與《Infamous》(2011–present)
2011一月24日，吉他手Kyler Browne離開樂團。在他的Facebook發表聲明如下：“我離開是因為個人緣故，和樂團的任何一個人都沒關係。那些夥伴都是我的兄弟，只是我的心已經不在這。謝謝你們的愛與支持，希望你們過的很好。”吉他手Daniel Ciccotelli取代他的位置，參與Warped巡迴。

2011年七月14日，Paiano兄弟離開樂團。起初離團的原因不是很明確，但後來才揭開他們是被踢出樂團，而非自願離開。剩下的成員解釋道：
“如果你還不知道這個消息，那麼Andrew Paiano和Dan Paiano將不會繼續待在樂團裡，由於有些私人原因，是我們現在很不想要提到的點。無論他們未來如何，我們都祝他們好運。為了Abandon All Ships，毫無疑問我們將繼續樂團。”
這個事件不久Andrew被邀請加入同公司Velocity唱片旗下的Woe, Is Me，擔任吉他手，而他也答應了。
一月18日，樂團宣布他們正在錄製第二張專輯，專輯名為《Infamous》，預計在春末或夏初發行。

## 被貼上基督教標籤
僅管Abandon All Ships的部份歌曲帶有基督教色彩，但他們並不是基督教樂團。除了基督教主題的歌曲，某些歌詞帶有髒話。此外，他們名為的專輯，是出自於Urban Dictionary所義的詞彙，意思為“不在乎、不想鳥、離我遠點、滾開、“趕”恩節快樂”不僅如此主唱Angelo Aita也說《Geeving》是“關於一點也不在乎”的事。

## 樂團成員
現今成員
- Angelo Aita – 吼腔 (自2006)
- Martin Broda – 清腔 (自2006), 貝斯 (自2009), 鼓 (2006–2009)
- Sebastian Cassisi-Nunez – 混音, 電子琴 (自2006)
- Daniel Ciccotelli – 吉他 (自2011)
- Chris Taylor - 鼓 (since 2011)

離團成員
- Kyler Stephen Browne – 吉他, 合聲 (2009–2011)
- Nick Fiorini - 貝斯 (2009)
- Francesco Pallotta - 貝斯 (2006–2009)
- David Stephens - 吉他, 合聲 (2006–2009)
- Andrew Paiano – 節奏吉他 (2008–2011)
- Daniel Paiano – 鼓 (2009–2011)

## 音樂作品
專輯
| 年份 | 出版    | 發行     | 排行榜  | 加拿大專輯榜 |
| ---- | ------- | -------- | ------- | ------------ |
| 2010 | Geeving | 環球音樂 | 十月5日 | 27           |

EP
| 年份 | 專輯              | 出版 | 發行     |
| ---- | ----------------- | ---- | -------- |
| 2009 | Abandon All Ships | 自行 | 七月17日 |

## 站外連結
- Official website（页面存档备份，存于）
- Abandon All Ships的Facebook專頁
- Official Martin Broda website